# FIDE Grand Prix 2022
FIDE Grand Prix 2022 to seria trzech turniejów szachowych, organizowanych przez Międzynarodową Federację Szachową, rozgrywanych od 4 lutego do 4 kwietnia 2022 w Berlinie oraz Belgradzie. Zwycięzcą klasyfikacji generalnej został amerykański arcymistrz Hikaru Nakamura, a drugie miejsce zajął węgierski arcymistrz Richárd Rapport.
Zwycięzca i zdobywca drugiego miejsca w klasyfikacji generalnej FIDE Grand Prix zakwalifikowali się do turnieju pretendentów 2022.

## Format rozgrywek i nagrody
Każdy z 24 zawodników bierze udział w dwóch z trzech turniejów. Każdy turniej składa się z dwóch etapów – w pierwszym etapie bierze udział 16 zawodników, którzy są podzieleni na 4 grupy po 4 osoby, w których rozgrywają dwukołowe miniturnieje. W drugim etapie biorą udział jedynie zwycięzcy z każdej grupy, którzy rozgrywają między sobą turniej pucharowy. Półfinały i finały drugiego etapu składają się z dwóch partii rozgrywanych w tempie klasycznym oraz ewentualnych dogrywek w określonym tempie.

### Punkty Grand Prix
W zależności od miejsca zajętego w poszczególnych turniejach, zawodnikom przyznawane są punkty Grand Prix. Dwóch szachistów z największą ilością punktów Grand Prix kwalifikuje się do turnieju pretendentów 2022.
| Gracz                                | Przyznane punkty Grand Prix |
| ------------------------------------ | --------------------------- |
| Zwycięzca                            | 13                          |
| 2. miejsce                           | 10                          |
| Przegrany w półfinale drugiego etapu | 7                           |
| 2. miejsce w pierwszym etapie        | 4                           |
| 3. miejsce w pierwszym etapie        | 2                           |
| 4. miejsce w pierwszym etapie        | 0                           |

### Pula nagród
Łączna pula nagród cyklu FIDE Grand Prix 2022 to 450 000 euro – po 150 000 euro na każdy z trzech turniejów.
| Zajęte miejsce                       | Nagroda  |
| ------------------------------------ | -------- |
| Zwycięzca turnieju                   | 24 000 € |
| 2. miejsce                           | 18 000 € |
| Przegrany w półfinale drugiego etapu | 12 000 € |
| 5. – 8. miejsce                      | 9 000 €  |
| 9. – 12. miejsce                     | 7 000 €  |
| 13. – 16. miejsce                    | 5 000 €  |

## Zawodnicy
Do serii turniejów FIDE Grand Prix 2022 zakwalifikowało się 24 zawodników:
- Gracze, którzy w Pucharze Świata w szachach 2021 zajęli od 3. do 8. miejsca (pomijając zawodników, którzy wcześniej zakwalifikowali się do turnieju pretendentów 2022 oraz mistrza świata w szachach 2021; w ten sposób zakwalifikowało się 5 zawodników);
- Gracze, którzy w FIDE Grand Swiss Tournament 2021 zajęli od 3. do 8. miejsca (pomijając zawodników, którzy wcześniej zakwalifikowali się do turnieju pretendentów 2022 oraz mistrza świata w szachach 2021; w ten sposób zakwalifikowało się 6 zawodników);
- Hikaru Nakamura, zawodnik nominowany przez prezydenta Międzynarodowej Federacji Szachowej[5];
- Daniił Dubow, zawodnik nominowany przez współorganizatora FIDE Grand Prix 2022 (firmę World Chess);
- Najlepsi zawodnicy na liście rankingowej FIDE w grudniu 2021 o ile uczestniczyli w Pucharze Świata w szachach 2021 lub rozegrali co najmniej dziewięć partii, które znalazły się na listach rankingowych FIDE od lutego do grudnia 2021 roku (pomijając zawodników, którzy wcześniej zakwalifikowali się do FIDE Grand Prix 2022 oraz mistrza świata w szachach 2021; w ten sposób zakwalifikowało się 11 zawodników).

Dmitrij Andriejkin i Ding Liren wycofali się z pierwszego turnieju odpowiednio z powodu problemów zdrowotnych i wizowych i zostali zastąpieni odpowiednio przez Andrieja Jesipienkę i Radosława Wojtaszka. Ze względów osobistych Andriejkin również wycofał się z trzeciego turnieju i został zastąpiony przez Jesipienkę. Jesipienko i Wojtaszek także mieli możliwość zakwalifikować się do turnieju pretendentów.
| Zawodnik               | Metoda kwalifikacji       | Ranking FIDE (Grudzień 2021) | Miejsce na liście rankingowej (Grudzień 2021) |
| ---------------------- | ------------------------- | ---------------------------- | --------------------------------------------- |
| Ding Liren             | Lista rankingowa (#3)     | 2799                         | 3                                             |
| Lewon Aronian          | Lista rankingowa (#6)     | 2772                         | 6                                             |
| Anisz Giri             | Lista rankingowa (#7)     | 2772                         | 7                                             |
| Wesley So              | Lista rankingowa (#8)     | 2772                         | 8                                             |
| Şəhriyar Məmmədyarov   | Lista rankingowa (#9)     | 2767                         | 9                                             |
| Aleksandr Griszczuk    | Lista rankingowa (#10)    | 2764                         | 10                                            |
| Richárd Rapport        | Lista rankingowa (#11)    | 2763                         | 11                                            |
| Maxime Vachier-Lagrave | Grand Swiss (#6)          | 2761                         | 12                                            |
| Leinier Domínguez      | Lista rankingowa (#15)    | 2752                         | 15                                            |
| Hikaru Nakamura        | Nominacja prezydenta FIDE | 2736                         | –                                             |
| Nikita Witiugow        | Lista rankingowa (#19)    | 2731                         | 19                                            |
| Vidit Gujrathi         | Puchar świata 2021 (#5-8) | 2727                         | 22                                            |
| Dmitrij Andriejkin     | Lista rankingowa (#23)    | 2724                         | 23                                            |
| Daniił Dubow           | Nominacja organizatora    | 2720                         | 24                                            |
| Pentala Harikrishna    | Lista rankingowa (#25)    | 2717                         | 25                                            |
| Andriej Jesipienko     | Nominacja prezydenta FIDE | 2714                         | 26                                            |
| Yu Yangyi              | Grand Swiss (#4)          | 2713                         | 27                                            |
| Sam Shankland          | Puchar świata 2021 (#5-8) | 2708                         | 29                                            |
| Aleksiej Szyrow        | Grand Swiss (#8)          | 2704                         | 31                                            |
| Władimir Fiedosiejew   | Puchar świata 2021 (#4)   | 2704                         | 32                                            |
| Radosław Wojtaszek     | Nominacja prezydenta FIDE | 2686                         | 45                                            |
| Aleksandr Predke       | Grand Swiss (#7)          | 2682                         | 52                                            |
| Grigorij Oparin        | Grand Swiss (#3)          | 2681                         | 55                                            |
| Vincent Keymer         | Grand Swiss (#5)          | 2664                         | 74                                            |
| Amin Tabatabaei        | Puchar świata 2021 (#5-8) | 2643                         | 108                                           |
| Étienne Bacrot         | Puchar świata 2021 (#5-8) | 2642                         | 111                                           |

## Pierwszy turniej – Berlin
Pierwszy turniej w serii FIDE Grand Prix 2022 był rozgrywany w Berlinie od 4 lutego do 17 lutego 2022. Wygrał go Hikaru Nakamura po dogrywce w finale z Lewonem Aronianem. Dmitrij Andriejkin i Ding Liren wycofali się z pierwszego turnieju odpowiednio z powodu problemów zdrowotnych i wizowych i zostali zastąpieni odpowiednio przez Andrieja Jesipienkę i Radosława Wojtaszka.

### Grupa A
| Zawodnik            | Ranking (Grudzień 2021) | NAK | NAK | ESI | ESI | GRI | GRI | BAC | BAC | Punkty |
| ------------------- | ----------------------- | --- | --- | --- | --- | --- | --- | --- | --- | ------ |
| Hikaru Nakamura     | 2736                    |     |     | 1   | ½   | 1   | ½   | ½   | ½   | 4      |
| Andriej Jesipienko  | 2714                    | ½   | 0   |     |     | ½   | ½   | 1   | 1   | 3,5    |
| Aleksandr Griszczuk | 2764                    | ½   | 0   | ½   | ½   |     |     | 1   | ½   | 3      |
| Étienne Bacrot      | 2642                    | ½   | ½   | 0   | 0   | ½   | 0   |     |     | 1,5    |

### Grupa B
| Zawodnik             | Ranking (Grudzień 2021) | RAP | RAP | WOJ | WOJ | FED | FED | OPA | OPA | Punkty | R1 | R2 | Tiebreak |
| -------------------- | ----------------------- | --- | --- | --- | --- | --- | --- | --- | --- | ------ | -- | -- | -------- |
| Richárd Rapport      | 2763                    |     |     | ½   | 0   | 1   | 1   | ½   | ½   | 3,5    | 1  | ½  | 1,5      |
| Radosław Wojtaszek   | 2686                    | 1   | ½   |     |     | ½   | ½   | ½   | ½   | 3,5    | 0  | ½  | 0,5      |
| Władimir Fiedosiejew | 2704                    | 0   | 0   | ½   | ½   |     |     | 1   | 1   | 3      | –  | –  | –        |
| Grigorij Oparin      | 2681                    | ½   | ½   | ½   | ½   | 0   | 0   |     |     | 2      | –  | –  | –        |

### Grupa C
| Zawodnik       | Ranking (Grudzień 2021) | ARO | ARO | GUJ | GUJ | DUB | DUB | KEY | KEY | Punkty |
| -------------- | ----------------------- | --- | --- | --- | --- | --- | --- | --- | --- | ------ |
| Lewon Aronian  | 2772                    |     |     | 1   | ½   | ½   | ½   | 1   | 1   | 4,5    |
| Vidit Gujrathi | 2727                    | ½   | 0   |     |     | 1   | ½   | ½   | ½   | 3      |
| Daniił Dubow   | 2720                    | ½   | ½   | ½   | 0   |     |     | 1   | ½   | 3      |
| Vincent Keymer | 2664                    | 0   | 0   | ½   | ½   | ½   | 0   |     |     | 1,5    |

### Grupa D
| Zawodnik            | Ranking (Grudzień 2021) | DOM | DOM | WSO | WSO | HAR | HAR | SZY | SZY | Punkty | R1 | R2 | Tiebreak |
| ------------------- | ----------------------- | --- | --- | --- | --- | --- | --- | --- | --- | ------ | -- | -- | -------- |
| Leinier Domínguez   | 2752                    |     |     | 0   | ½   | ½   | 1   | 1   | 1   | 4      | ½  | 1  | 1,5      |
| Wesley So           | 2772                    | ½   | 1   |     |     | ½   | ½   | 1   | ½   | 4      | ½  | 0  | 0,5      |
| Pentala Harikrishna | 2717                    | 0   | ½   | ½   | ½   |     |     | ½   | ½   | 2,5    | –  | –  | –        |
| Aleksiej Szyrow     | 2704                    | 0   | 0   | ½   | 0   | ½   | ½   |     |     | 1,5    | –  | –  | –        |

### Półfinał 1
| Zawodnik        | Ranking (Grudzień 2021) | 1 | 2 | Punkty |
| --------------- | ----------------------- | - | - | ------ |
| Hikaru Nakamura | 2736                    | 1 | ½ | 1,5    |
| Richárd Rapport | 2763                    | 0 | ½ | 0,5    |

### Półfinał 2
| Zawodnik          | Ranking (Grudzień 2021) | 1 | 2 | Punkty |
| ----------------- | ----------------------- | - | - | ------ |
| Lewon Aronian     | 2772                    | 1 | ½ | 1,5    |
| Leinier Domínguez | 2752                    | 0 | ½ | 0,5    |

### Finał
| Zawodnik        | Ranking (Grudzień 2021) | 1 | 2 | R1 | R2 | Punkty |
| --------------- | ----------------------- | - | - | -- | -- | ------ |
| Hikaru Nakamura | 2736                    | ½ | ½ | 1  | 1  | 3      |
| Lewon Aronian   | 2772                    | ½ | ½ | 0  | 0  | 1      |

## Drugi turniej – Belgrad
Drugi turniej w serii FIDE Grand Prix 2022 był rozgrywany w Belgradzie od 1 marca do 14 marca 2022. Flagi rosyjskich graczy są wyświetlane jako flaga FIDE ze względu na decyzję FIDE o zakazie wystawiania flag rosyjskich i białoruskich na turniejach rankingowych FIDE w odpowiedzi na rosyjską inwazję na Ukrainę. Wygrał go Richard Rapport pokonując w finale Dmitrija Andriejkina.

### Grupa A
| Zawodnik            | Ranking (Marzec 2022) | AND | AND | SHA | SHA | BAC | BAC | GRI | GRI | Punkty |
| ------------------- | --------------------- | --- | --- | --- | --- | --- | --- | --- | --- | ------ |
| Dmitrij Andriejkin  | 2724                  |     |     | ½   | ½   | 1   | ½   | ½   | 1   | 4      |
| Sam Shankland       | 2704                  | ½   | ½   |     |     | ½   | ½   | 1   | ½   | 3,5    |
| Étienne Bacrot      | 2635                  | ½   | 0   | ½   | ½   |     |     | ½   | ½   | 2,5    |
| Aleksandr Griszczuk | 2758                  | 0   | ½   | ½   | 0   | ½   | ½   |     |     | 2      |

### Grupa B
| Zawodnik            | Ranking (Marzec 2022) | GIR | GIR | VIT | VIT | TAB | TAB | HAR | HAR | Punkty |
| ------------------- | --------------------- | --- | --- | --- | --- | --- | --- | --- | --- | ------ |
| Anisz Giri          | 2771                  |     |     | 1   | ½   | 1   | ½   | ½   | ½   | 4      |
| Nikita Witiugow     | 2726                  | ½   | 0   |     |     | ½   | ½   | ½   | 1   | 3      |
| Amin Tabatabaei     | 2623                  | ½   | 0   | ½   | ½   |     |     | ½   | 1   | 3      |
| Pentala Harikrishna | 2716                  | ½   | ½   | 0   | ½   | 0   | ½   |     |     | 2      |

### Grupa C
| Zawodnik             | Ranking (Marzec 2022) | RAP | RAP | GUJ | GUJ | SZY | SZY | FED | FED | Punkty |
| -------------------- | --------------------- | --- | --- | --- | --- | --- | --- | --- | --- | ------ |
| Richárd Rapport      | 2762                  |     |     | 1   | 1   | ½   | ½   | ½   | ½   | 4      |
| Vidit Gujrathi       | 2723                  | 0   | 0   |     |     | 1   | ½   | 1   | ½   | 3      |
| Aleksiej Szyrow      | 2691                  | ½   | ½   | ½   | 0   |     |     | 1   | 0   | 2,5    |
| Władimir Fiedosiejew | 2704                  | ½   | ½   | ½   | 0   | 1   | 0   |     |     | 2,5    |

### Grupa D
| Zawodnik               | Ranking (Marzec 2022) | MVL | MVL | MAM | MAM | PRE | PRE | YAN | YAN | Punkty |
| ---------------------- | --------------------- | --- | --- | --- | --- | --- | --- | --- | --- | ------ |
| Maxime Vachier-Lagrave | 2761                  |     |     | ½   | ½   | ½   | 1   | ½   | ½   | 3,5    |
| Şəhriyar Məmmədyarov   | 2776                  | ½   | ½   |     |     | ½   | ½   | ½   | ½   | 3      |
| Aleksandr Predke       | 2682                  | 0   | ½   | ½   | ½   |     |     | ½   | 1   | 3      |
| Yu Yangyi              | 2713                  | ½   | ½   | ½   | ½   | 0   | ½   |     |     | 2,5    |

### Półfinał 1
| Zawodnik           | Ranking (Marzec 2022) | 1 | 2 | R1 | R2 | Punkty |
| ------------------ | --------------------- | - | - | -- | -- | ------ |
| Dmitrij Andriejkin | 2724                  | ½ | ½ | ½  | 1  | 2,5    |
| Anisz Giri         | 2771                  | ½ | ½ | ½  | 0  | 1,5    |

### Półfinał 2
| Zawodnik               | Ranking (Marzec 2022) | 1 | 2 | Punkty |
| ---------------------- | --------------------- | - | - | ------ |
| Richárd Rapport        | 2762                  | 1 | ½ | 1,5    |
| Maxime Vachier-Lagrave | 2761                  | 0 | ½ | 0,5    |

### Finał
| Zawodnik           | Ranking (Marzec 2022) | 1 | 2 | Punkty |
| ------------------ | --------------------- | - | - | ------ |
| Dmitrij Andriejkin | 2724                  | ½ | 0 | 0,5    |
| Richárd Rapport    | 2762                  | ½ | 1 | 1,5    |

## Trzeci turniej – Berlin
Trzeci i ostatni turniej w serii FIDE Grand Prix 2022 rozegrano w Berlinie od 22 marca do 4 kwietnia 2022. Dmitrij Andriejkin, który wycofał się z turnieju z powodów osobistych, został zastąpiony przez Andrieja Jesipienkę. Wygrał go Wesley So po dogrywce z Hikaru Nakamurą.

### Grupa A
| Zawodnik           | Ranking (Marzec 2022) | NAK | NAK | OPA | OPA | ARO | ARO | ESI | ESI | Punkty |
| ------------------ | --------------------- | --- | --- | --- | --- | --- | --- | --- | --- | ------ |
| Hikaru Nakamura    | 2750                  |     |     | 1   | ½   | 1   | 0   | ½   | 1   | 4      |
| Grigorij Oparin    | 2674                  | ½   | 0   |     |     | 1   | ½   | 1   | ½   | 3,5    |
| Lewon Aronian      | 2785                  | 1   | 0   | ½   | 0   |     |     | 1   | ½   | 3      |
| Andriej Jesipienko | 2723                  | 0   | ½   | ½   | 0   | ½   | 0   |     |     | 1,5    |

### Grupa B
| Zawodnik             | Ranking (Marzec 2022) | MAM | MAM | KEY | KEY | DOM | DOM | DUB | DUB | Punkty | R1 | R2 | B1 | B2 | Tiebreak |
| -------------------- | --------------------- | --- | --- | --- | --- | --- | --- | --- | --- | ------ | -- | -- | -- | -- | -------- |
| Şəhriyar Məmmədyarov | 2776                  | ½   | 0   |     |     | 1   | ½   | 1   | ½   | 3,5    | 1  | 0  | 1  | 1  | 3        |
| Vincent Keymer       | 2655                  | ½   | 0   |     |     | 1   | ½   | 1   | ½   | 3,5    | 0  | 1  | 0  | 0  | 1        |
| Leinier Domínguez    | 2756                  | ½   | ½   | ½   | 0   |     |     | ½   | 1   | 3      | –  | –  | –  | –  | –        |
| Daniił Dubow         | 2711                  | ½   | ½   | ½   | 0   | 0   | ½   |     |     | 2      | –  | –  | –  | –  | –        |

### Grupa C
| Zawodnik               | Ranking (Marzec 2022) | SHA | SHA | WSO | WSO | PRE | PRE | MVL | MVL | Punkty | R1 | R2 | Tiebreak |
| ---------------------- | --------------------- | --- | --- | --- | --- | --- | --- | --- | --- | ------ | -- | -- | -------- |
| Wesley So              | 2778                  |     |     | ½   | ½   | ½   | ½   | ½   | 1   | 3,5    | 1  | ½  | 1,5      |
| Sam Shankland          | 2704                  | ½   | ½   |     |     | ½   | 1   | ½   | ½   | 3,5    | 0  | ½  | 0,5      |
| Aleksandr Predke       | 2682                  | ½   | ½   | 0   | ½   |     |     | 1   | 0   | 2,5    | –  | –  | –        |
| Maxime Vachier-Lagrave | 2761                  | 0   | ½   | ½   | ½   | 1   | 0   |     |     | 2,5    | –  | –  | –        |

### Grupa D
| Zawodnik        | Ranking (Marzec 2022) | TAB | TAB | VIT | VIT | YAN | YAN | GIR | GIR | Punkty |
| --------------- | --------------------- | --- | --- | --- | --- | --- | --- | --- | --- | ------ |
| Amin Tabatabaei | 2623                  |     |     | 1   | 0   | ½   | ½   | ½   | 1   | 3,5    |
| Nikita Witiugow | 2726                  | 1   | 0   |     |     | ½   | ½   | ½   | ½   | 3      |
| Yu Yangyi       | 2713                  | ½   | ½   | ½   | ½   |     |     | ½   | ½   | 3      |
| Anisz Giri      | 2771                  | 0   | ½   | ½   | ½   | ½   | ½   |     |     | 2,5    |

### Półfinał 1
| Zawodnik             | Ranking (Marzec 2022) | 1 | 2 | R1 | R2 | Punkty |
| -------------------- | --------------------- | - | - | -- | -- | ------ |
| Hikaru Nakamura      | 2750                  | ½ | ½ | 1  | 1  | 3      |
| Şəhriyar Məmmədyarov | 2776                  | ½ | ½ | 0  | 0  | 1      |

### Półfinał 2
| Zawodnik        | Ranking (Marzec 2022) | 1 | 2 | R1 | R2 | Punkty |
| --------------- | --------------------- | - | - | -- | -- | ------ |
| Wesley So       | 2778                  | 1 | 0 | 1  | 1  | 3      |
| Amin Tabatabaei | 2623                  | 0 | 1 | 0  | 0  | 1      |

### Finał
| Zawodnik        | Ranking (Marzec 2022) | 1 | 2 | R1 | R2 | Punkty |
| --------------- | --------------------- | - | - | -- | -- | ------ |
| Hikaru Nakamura | 2750                  | ½ | ½ | ½  | 0  | 1,5    |
| Wesley So       | 2778                  | ½ | ½ | ½  | 1  | 2,5    |

## Klasyfikacja Grand Prix
| Pozycja | Zawodnik               | Berlin | Belgrad | Berlin | Punkty GP |
| ------- | ---------------------- | ------ | ------- | ------ | --------- |
| 1       | Hikaru Nakamura        | 13     |         | 10     | 23        |
| 2       | Richárd Rapport        | 7      | 13      |        | 20        |
| 3       | Wesley So              | 4      |         | 13     | 17        |
| 4       | Lewon Aronian          | 10     |         | 2      | 12        |
| 5       | Dmitrij Andriejkin     |        | 10      |        | 10        |
| 6       | Amin Tabatabaei        |        | 3       | 7      | 10        |
| 7       | Şəhriyar Məmmədyarov   |        | 3       | 7      | 10        |
| 8       | Leinier Domínguez      | 7      |         | 2      | 9         |
| 9       | Samuel Shankland       |        | 4       | 4      | 8         |
| 10      | Maxime Vachier-Lagrave |        | 7       | 1      | 8         |
| 11      | Anisz Giri             |        | 7       | 0      | 7         |
| 12      | Vidit Gujrathi         | 3      | 4       |        | 7         |
| 13      | Nikita Witiugow        |        | 3       | 3      | 6         |
| 14      | Aleksandr Predke       |        | 3       | 1      | 4         |
| 14      | Grigorij Oparin        | 0      |         | 4      | 4         |
| 16      | Andriej Jesipienko     | 4      |         | 0      | 4         |
| 16      | Vincent Keymer         | 0      |         | 4      | 4         |
| 18      | Radosław Wojtaszek     | 4      |         |        | 4         |
| 19      | Władimir Fiedosiejew   | 2      | 1       |        | 3         |
| 20      | Yu Yangyi              |        | 0       | 3      | 3         |
| 21      | Daniił Dubow           | 3      |         | 0      | 3         |
| 22      | Aleksandr Griszczuk    | 2      | 0       |        | 2         |
| 23      | Pentala Harikrishna    | 2      | 0       |        | 2         |
| 24      | Étienne Bacrot         | 0      | 2       |        | 2         |
| 25      | Aleksiej Szyrow        | 0      | 1       |        | 1         |
| 26      | Ding Liren             |        |         |        | 0         |